# James Blake (musicista)
James Blake (Londra, 26 settembre 1988) è un cantante, musicista e produttore discografico britannico.
Ha iniziato la propria carriera nel 2010 con la pubblicazione di una serie di EP fino al 2011 quando esce l'album James Blake, che vende 200 000 copie nel Regno Unito. Nel 2013 esce il secondo album Overgrown con il quale ha ricevuto il Mercury Prize. I successivi due album The Colour in Anything (2016) e Assume Form (2019) confermano l'entrata nel panorama musicale internazionale del cantante. Nel 2018 collabora con Travis Scott nella traccia Stop Trying To Be God nel suo disco Astroworld, mentre l'anno successivo vince il Grammy Award per Best Rap Performance con il brano King's Dead.
Come produttore ha prodotto tracce per diversi album, tra cui Lemonade di Beyoncé, 4:44 di Jay-Z, Blonde di Frank Ocean, DAMN di Kendrick Lamar e Birds in the Trap Sing McKnight di Travis Scott. Ha collaborato inoltre con Chance the Rapper, André 3000, Drake e Stevie Wonder.

## Carriera
Debutta nel 2009 con il 12" Air & Lack Thereof. Il secondo EP è Klavierwerke, seguito da CMYK (R&S Records, 2010). Nel settembre 2010 pubblica una cover del brano Limit to Your Love di Feist, che arriva alla posizione 47 della classifica inglese Official Singles Chart.
Il 7 febbraio 2011 pubblica l'album omonimo di debutto James Blake, autoprodotto e interamente autografo. Il singolo promozionale (dopo Limit to Your Love) è The Wilhelm Scream. Ha ottenuto una nomination al Mercury Prize 2011. Riceve una nomination ai BRIT Awards 2011 nella categoria "Critic's Choice".
Il 10 ottobre 2011 esce un altro EP, Enough Thunder, anticipato dal singolo Fall Creek Boys Choir in collaborazione con i Bon Iver. L'EP contiene anche una cover di Joni Mitchell, A Case of You, e viene allegato alla nuova versione deluxe dell'album. Un quinto EP intitolato Love What Happened Here è uscito a fine 2011. Nel 2012 ottiene una nomination ai BRIT Awards nella categoria "British Male Solo Artist".
L'8 aprile 2013 è stato pubblicato il suo secondo album, intitolato Overgrown, supportato dall'uscita del singolo Retrograde (uscito l'11 febbraio 2013) e prodotto dalla Atlas, etichetta discografica dello stesso Blake, e dalla Republic Records. L'album vanta una collaborazione con il produttore di musica elettronica Brian Eno.
Per questo lavoro vince il Mercury Prize e riceve una nomination ai 56esimi Grammy Award nella categoria "Best New Artist".
Dopo quasi due anni di attesa, il 5 maggio 2016 annuncia l'uscita del suo terzo album, The Colour in Anything, che esce alla mezzanotte del 6 maggio. L'album, che si compone di 17 brani, era stato preceduto dall'uscita del singolo "Modern Soul" l'11 febbraio 2016 durante la sua partecipazione al programma radiofonico BBC Radio 1's residency. The Colour in Anything vede nuovamente la collaborazione di Justin Vernon (dei Bon Iver) e di Frank Ocean, nonché del produttore Rick Rubin. La copertina dell'album è stata realizzata dal noto illustratore di libri per bambini e ragazzi Sir Quentin Blake.

## Vita privata
Suo padre è James Litherland, chitarrista e cantante attivo verso la fine degli anni sessanta. Ha frequentato la Goldsmith University, diplomandosi in Popular Music.
È stato legato alla cantante Theresa Wayman, membro del gruppo Warpaint e da febbraio 2015 ha una relazione con la presentatrice ed attrice britannica Jameela Jamil.

## Discografia

### Album in studio
- 2011 – James Blake
- 2013 – Overgrown
- 2016 – The Colour in Anything
- 2019 – Assume Form
- 2021 – Friends That Break Your Heart
- 2022 – Wind Down
- 2023 – Playing Robots into Heaven
- 2024 – Bad Cameo (con Lil Yachty)

#### EP
- 2010 – CMYK
- 2010 – Klavierwerke
- 2011 – Enough Thunder
- 2011 – Love What Happened Here
- 2014 – 200 Press
- 2020 – Before
- 2020 – Covers

### Singoli
- 2009 – Air & Lack Thereof
- 2010 – Limit to Your Love
- 2010 – The Bells Sketch
- 2011 –The Wilhelm Scream
- 2011 – Lindisfarne/Unluck
- 2011 – Order/Pan
- 2011 – Fall Creek Boys Choir (feat. Bon Iver)
- 2011 – A Case of You
- 2011 – Pembroke (feat. Airhead)
- 2013 – Retrograde
- 2013 – Overgrown
- 2013 – Life Round Here
- 2016 – Modern Soul
- 2016 – Timeless
- 2016 – Radio Silence
- 2016 – My Willing Heart
- 2016 – I Need a Forest Fire (feat. Bon Iver)
- 2017 – Vincent
- 2018 – If The Car Beside You Moves Ahead
- 2018 – Don't Miss It
- 2019 – Mile High (feat. Travis Scott e Metro Boomin)
- 2019 – Lullaby for My Insomniac